# Brian Augustyn
Pour les articles homonymes, voir Augustyn.
Brian Michael Augustyn, né le 2 novembre 1954 et mort le 1er février 2022, est un éditeur et scénariste de comics américain. Il a souvent travaillé avec le scénariste Mark Waid.

## Carrière

### Dans l'édition
Brian Augustyn a fait ses débuts dans l'industrie du comics en 1986 en tant que rédacteur pour Trollords de Tru Studios. Il a ensuite édité Syphons et Speed Racer pour NOW Comics (en) en 1987. En 1988, il rejoint DC Comics, en commençant comme co-éditeur sur Action Comics pendant sa période de titre hebdomadaire.
Au cours de la fin des années 1980 et au début des années 1990, Brian Augustyn était un éditeur pour DC Comics. Il a édité The Flash, la Ligue de Justice et les titres appartenant à la collection Impact Comics.
Le travail d'Augustyn a été reconnu par le Prix Wizard Fan pour le titre de 'Favorite Editor' en 1994.
Il a servi comme directeur de la rédaction chez Visionary Comics Studio.
En tant que rédacteur en chef de Flash à partir de 1989, Brian Augustyn attire Mark Waid en tant qu'écrivain, en 1992, ce qui a conduit à un run célèbre qui durera huit ans. Sous l'intendance d'Augustyn, le Flash est sorti de l'ombre de ses prédécesseurs et vit ses pouvoirs augmenter de façon spectaculaire. D'autres partenariats avec Mark Waid inclurent The Comet (DC/Impact, 1992) et Impulse (DC, 1995-1996).
Brian Augustyn a travaillé en tant qu'éditeur d'histoire pour l'éditeur Red Giant Entertainment (en) et leur ligne d'impression Giant-Size Comics qui a débuté le 3 mai 2014, dans le cadre du Free Comic Book Day.

### Dans l'écriture
En tant que seul écrivain, Brian Augustyn a travaillé sur des titres DC tels que Batman: Gotham by Gaslight, sa suite Batman: Master of the Future et Black Condor; pour Marvel sur Imperial Guard ; pour Wildstorm Productions sur Out There et Crimson ; et pour Dreamwave Productions (en) sur Mega Man.
En tant que co-auteurs, Brian Augustyn et Mark Waid ont scénarisé The Crusaders  pour DC/Impact en 1992, Painkiller Jane et Ash: Cinder & Smoke pour Event Comics en 1997, X-O Manowar vol. 2, pour Valiant Comics en 1997-1998, et JLA: Year One pour DC en 1998-1999. En outre, après l'avoir quitté en tant que rédacteur en 1996, il fait équipe avec Waid pour co-écrire The Flash pour deux périodes, de 1996-1997 et de 1998 à 2000. Ils ont collaboré sur le roman graphique The Life Story of the Flash  et co-écrit l'histoire dans The Flash #142 (octobre 1998), dans laquelle Wally West a épousé Linda Park.
Le 27 août 2014, Red Giant Entertainment a annoncé que Brian Augustyn allait scénariser une nouvelle série, Amped, qui fera ses débuts en novembre dans le cadre du mensuel Giant-Sized.

## Mort
Il meurt d'un AVC le 1er février 2022,.

## Œuvres

### Scénariste
Dark Horse Comics
- Hell (une mini-série en 4 numéros, 2003-2004)

DC Comics
- Batman: Legends of the Dark Knight Annual #4 : 'Citizen Wayne' (avec Mark Waid, Elseworld, 1994)
- Black Mask (avec Jim Baikie, une mini-série en 2 numéros, 1995)
- Black Condor (12 numéros, 1992-1993)
- Countdown Presents: The Search for Ray Palmer: Gotham by Gaslight (one-shot, 2008)
- The Crusaders (avec Mark Waid, #1-4 + #8, 2008)
- The Flash (avec Mark Waid, #118-129 + #142-162, 1996-2000)
- Gotham by Gaslight: An Alternative History of the Batman (graphic novel, 1989)
- JLA: Year One (avec Mark Waid, 12 numéros, 1998)

Event Comics
- Ash: Cinder & Smoke (avec Mark Waid, 6 numéros, 1997)

Marvel Comics
- Imperial Guard (une mini-série en 3 numéros, 1997)

Wildstorm Comics
- Crimson (avec Humberto Ramos, série de 24 numéros, 1998)